# Alpine (New Jersey)
Alpine is een plaats (borough) in de Amerikaanse staat New Jersey, en valt bestuurlijk gezien onder Bergen County.
Alpine is een van de rijkste plaatsen in de VS. Dankzij zijn ligging dicht bij New York is Alpine de thuisplaats voor professionelen en beroemdheden die tussen New York en New Jersey pendelen.
Volgens het blad Forbes was Alpine een van "America's Duurste Postcodes" voor 2009, met een gemiddelde huizenprijs van $4.14 miljoen.

## Demografie
Bij de volkstelling in 2000 werd het aantal inwoners vastgesteld op 2183.
In 2006 is het aantal inwoners door het United States Census Bureau geschat op 2429, een stijging van 246 (11,3%).

## Geografie
Volgens het United States Census Bureau beslaat de plaats een oppervlakte van
23,8 km², waarvan 16,5 km² land en 7,3 km² water.

## Plaatsen in de nabije omgeving
De onderstaande figuur toont nabijgelegen plaatsen in een straal van 8 km rond Alpine.